# Stolnica v Palermu
Stolnica v Palermu je stolna cerkev rimskokatoliške nadškofije Palermo, ki se nahaja v Palermu na Siciliji v južni Italiji. Posvečena je Marijinemu vnebovzetju. Kot arhitekturni kompleks je zanjo značilna prisotnost različnih slogov zaradi dolge zgodovine dozidav, predelav in obnov, od katerih se je zadnja zgodila v 18. stoletju.

## Zgodovina
Cerkev je leta 1185 na območju zgodnejše bizantinske bazilike postavil Walter Ophamil (ali Walter od mlina), anglo-normanski nadškof Palerma in minister kralja Viljema II.. Po vsej verjetnosti je tisto zgodnejšo cerkev ustanovil papež Gregor I., nato pa so jo Saraceni po osvojitvi mesta v 9. stoletju spremenili v mošejo. Ophamil je pokopan v sarkofagu v cerkveni kripti. Srednjeveška zgradba je imela bazilikalni tloris s tremi apsidami, od katerih je danes ohranjenih le nekaj manjših arhitekturnih elementov.
Zgornji red vogalnih stolpov je bil zgrajen med 14. in 15. stoletjem, medtem ko je bila v zgodnji renesansi dodana južna veranda. Današnji neoklasicistični videz izhaja iz del, ki so se izvajala v dveh desetletjih od 1781 do 1801, pod nadzorom Ferdinanda Fuge in Giuseppeja Venanzija Marvuglie. V tem obdobju je bil velik Gaginijev retabel, okrašen s kipi, frizi in reliefi uničen, skulpture pa so preselili na različne dele bazilike. Tudi Fuge so velika kupola, ki izhaja iz glavnega dela stavbe in manjše kupole, ki pokrivajo strope stranskih ladij.

## Opis
Zahodni vhod je na sedanji ulici Via Matteo Bonello, videz pa je postavljen v 14. in 15. stoletje. Ob njem stojita dva stolpa in ima gotski portal, ki ga obdaja niša z dragoceno Madonno iz 15. stoletja. Dve ograjeni ogivalni arkadi, ki segata čez ulico, povezujeta zahodno fasado z zvonikom, ki je priključen nadškofijski palači (danes Museo Diocesano). Ta ima kvadratni videz, ki ga v zgornjem delu krasi drobna krona manjših zvonikov in majhnih arkad.
Na južni strani so raztegnjene kupole in širokega portika (sedanji glavni vhod) v gotsko-katalonskem slogu, s tremi arkadami, postavljenimi okoli leta 1465 in odprtimi na trg. Prvi steber na levi je pripadal prvotni baziliki in kasnejši mošeji, o čemer priča verz iz Korana, vklesan na njem. Izrezljan portal tega vhoda je v obdobju od 1426 do 1430 izvedel Antonio Gambara, čudovite lesene liste pa Francesco Miranda (1432). Mozaik, ki prikazuje Madono, je iz 13. stoletja, medtem ko dva spomenika na stenah, deli iz zgodnjega 18. stoletja, predstavljata kralja Karla III. Bourbona in Viktorja Amadeusa II., ki sta bila tukaj okronana, slednji s svojo ženo Anne Marie d'Orléansko decembra 1713.
Območje apside, zaprto s stolpiči in veličastno okrašeno na zunanjih stenah, je del prvotne stavbe iz 12. stoletja, modernejši del cerkve pa je leva stran, ki ima portal iz začetka 16. stoletja, delo Antonella Gaginija. Jugozahodna fasada, ki gleda na nadškofijsko palačo, je iz 14. do 15. stoletja.
Notranjost ima tloris latinskega križa z glavno in dvema stranskima ladjama, ki so razdeljene s pilastri. V prvih dveh kapelah desne stranske ladje je grobnica cesarjev in kraljevskih oseb, ki so jih sem preselili v 18. stoletju s prvotnih najdišč (večinoma iz same bazilike). Tu so posmrtni ostanki cesarja Henrika VI., njegovega sina Friderika II., pa tudi ostanki Petra II. Sicilskega. Rimski sarkofag je grobnica Konstanze Aragonske, Friderikove žene. Pod mozaičnimi baldahini so grobnice Rogerija II., prvega kralja Sicilije, in njegove hčere Constance. Zadnja dva sta bila nekoč v prečnem delu stolnice v Cefalùju.
Zakramentna kapela na koncu leve stranske ladje je okrašena z dragimi kamni in lapis lazuli. Desno v prezbiteriju je kapela svete Rozalije, zaščitnice Palerma, zaprta z bogato okrašenimi bronastimi vrati, z relikvijami in srebrno žaro iz 17. stoletja, ki je predmet posebnega čaščenja.
Dragocene so tudi lesene korne klopi v gotsko-katalonskem slogu iz leta 1466 in marmornati ostanki Gaginijevega retabla (odstranjen med predelavami v 18. stoletju), pa tudi marmornat kip Madone z otrokom Francesca Laurana in učencev (1469 ), barvno razpelo iz 13. stoletja Manfredija Chiaramonteja, sveti vodni kropilnik na četrtem pilastru (Domenico Gagini) in Madonna della Scala Antonella Gaginija na visokem oltarju nove zakristije. Kapelica relikvij vsebuje relikvije sv. Kristine, sv. Ninfe, sv. Kozme, sv. Agate in sv. Mamilijana, prvega zaščitnika Palerma.
Kripta, dostopna z leve strani, je vznemirljiva soba s križnim obokom, podprtim z granitnimi stebri, grobnicami in sarkofagi rimske, bizantinske in normanske dobe. Tu so pokopani nadškofi Walter Ophamil, ustanovitelj cerkve, in Giovanni Paternò, pokrovitelj Antonella Gaginija, ki je izoblikoval podobo na svojem grobu.
Stolnična zakladnica vsebuje kelihe, oblačila, monštrance, brevir v 14. stoletju in znamenito Krono Konstance Sicilske, zlato tiaro, ki so jo našli v njenem grobu leta 1491.
Stolnica ima poldnevnik, ki ga lahko štejemo za prejšnji tip heliometra (sončni 'observatorij'), enega izmed številnih, zgrajenih v italijanskih cerkvah, predvsem v 17. in 18. stoletju. Tega je leta 1801 zgradil slavni astronom Giuseppe Piazzi, direktor observatorija v Palermu, ki je odkril prvi manjši planet ali asteroid Cerera. Naprava sama je povsem preprosta: majhna luknja v eni od manjših kupol deluje kot kamera in projicira podobo sonca na tla. Na tleh je bronasta črta la meridiana, ki poteka natančno S / J. Ob sončnem opoldnevu (približno 12:00 pozimi, 13:00 poleti) slika sonca prehaja skozi to črto. V različnih letnih časih prehod poteka na različnih točkah črte. Konci črte označujejo položaje na poletnem in zimskem solsticiju; znamenja zodiaka kažejo različne datume skozi vse leto.
Namen instrumenta je bil poenotiti merjenje časa in koledarja. Konvencija na Siciliji je bila, da so (24-urni) dan merili od trenutka sončnega vzhoda, kar je seveda pomenilo, da nobena lokacija ni imela istega časa in, kar je še pomembneje, ni imela enakega časa kot v baziliki sv. Petra v Rimu. Pomembno je bilo tudi vedeti, kdaj je prišlo do pomladanskega enakonočja, da bi zagotovili pravi datum za veliko noč. Na zvonikih je bilo šest srednjeveških zvonov.
Instrument bi lahko uporabili za raziskovanje navideznih premikov Sonca, vključno z njegovo relativno razdaljo od Zemlje, merjeno z velikostjo projiciranega sončnega diska in celo za primerjavo rezultatov z napovedmi Ptolemaja in Kopernika.

## Obnove v 17. in 19. stoletju
Cerkev je sestavljena iz različnih slogov, saj je v naslednjih stoletjih doživljala različne spremembe. Zadnja je bila konec 18. stoletja, ko je bila korenito predelana notranjost, ki jo je zasnoval Ferdinando Fuga.
Leta 1767 je nadškof Filangieri Fugu zaupal obnovo stavbe. Dela so se začela šele leta 1781, ki jih ni izvedel Fuga, temveč Palermčan Giuseppe Venanzio Marvuglia in so trajala do 19. stoletja.
Predelave Marvuglie so bile v resnici veliko bolj invazivne in radikalne kot projekti florentinskega arhitekta, ki je mislil vsaj delno obdržati kompleks vzdolžnih ladij in prvotnega lesenega stropa. Obnova je grobo posegla in spremenila prvotni videz kompleksa in cerkvi dala značilno, a neskladno kupolo, izvedeno po načrtih Ferdinanda Fuge.
Drug krstilnik sta leta 1797 dodala Fillipo in Gaetano Pennino. Podpirajo jo skulpture, ki prikazujejo Drevo spoznanja in Adam in Eva. Ta krstilnik je predmet pesmi Letitie Elizabeth Landon, ki je bila objavljena posthumno leta 1840.

## Kraljeve in cesarske grobnice
V desni stranski ladji, v prvi in drugi kapeli, ki komunicirata med seboj, so monumentalni grobovi kralja Rogerija II., njegove hčere kraljice Konstance I. Sicilske, njenega moža cesarja Henrika VI. in njunega sina cesarja Friderika II., pa tudi pokopi Friderikove prve žene Konstance Aragonske in njegovega pravnuka Viljema II., vojvode Atenskega na stranskih stenah. Štirje glavni sarkofagi, vsi iz porfirja, tvorijo skupino, ki vključuje tudi skupino Viljema I. Sicilskega v Monrealski stolnici. So »prvi primeri srednjeveških samostoječih posvetnih grobnic na Zahodu in zato igrajo edinstveno vlogo v zgodovini italijanske grobne umetnosti (prejšnje in poznejše grobnice so v bližini zidov in so od njih odvisne)«. Verjetno je štiri sarkofage Viljema I. (v Monrealu), Konstance, Henrika in Friderika izrezljala lokalna sicilijanska delavnica iz enega samega rimskega stebra, verjetno iz Karakalovih ali Dioklecijanovih term v Rimu. Navdihovali so se iz porfirnih sarkofagov pozno rimskih cesarjev, ki so bili v 12. stoletju še vedno vidni v cerkvi svetih apostolov v Konstantinoplu, vključno s tistimi Konstantina Velikega in njegovih naslednikov do Marcijana, kot je opisal Konstantin VII. Porfirogenet v De ceremoniis , štirje od njih danes stojijo pred glavno stavbo Carigrajskega arheološkega muzeja. 
Sarkofag Friderika II. je nadkrit s krošnjami s porfirnimi stebri, žaro pa podpirata dva para levov; skupaj s Friderikom II. pa so bili ohranjeni tudi ostanki Petra II. Sicilskega.
Odo iz Bayeuxa, polbrat Viljema Osvajalca, je bil pokopan v stolnici leta 1097. V stolnici sta bila poleg pokopov okronana Viktor Amedeus II. Savojski in Karel III. Španski

## Zakladnica
Zakladnica stolnice hrani sveta oblačila iz 16. in 18. stoletja, monštrance, kelihe, brevir z miniaturami iz 15. stoletja in zlato krono Konstance Aragonske. Drugi dragoceni predmeti, emajli, vezenine in nakit so razstavljeni na osrednjih sporočilnih panojih, kot je na primer pergament brevirja iz leta 1452, grb z nadškofom Simonom iz Bologne. 
Trenutno nameščen sistem zvonov je sestavljen iz osmih elementov, sestavljenih z Ambrosianom. 